# Airport Surface Detection Equipment

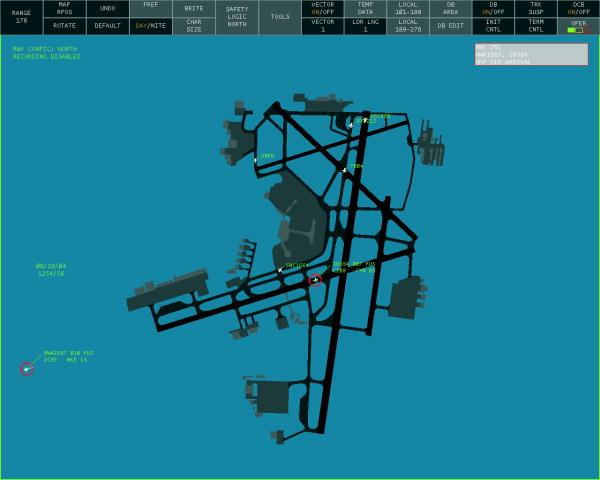
ASDE-Bildschirm des Milwaukee Mitchell International Airport in Milwaukee

Ein Airport Surface Detection Equipment (ASDE) ist ein hochauflösendes Primärradar (engl. Primary Surveillance Radar, PSR) mit kleiner Reichweite von circa 2 NM bzw. 3,7 km. ASDE werden von der Flugsicherung und/oder Flugplätzen für die Kontrolle der Rollwege (engl. Taxiway) der Landebahnen (engl. Runway, RWY) und dem Vorfeld (engl. Apron) verwendet, z. B. in der Dunkelheit und unter Wetterbedingungen mit schlechter oder keiner Sicht wie z. B. Regen, Schnee oder Nebel.
Die Darstellung der Zielechos erfolgte zuerst auf einem analogen Plan Position Indicator-Display (PPI). Erst mit zunehmender Digitalisierung der Empfänger und der Zielverarbeitung erfolgte die Darstellung auch digital. Bei der Darstellung von einem Gebiet mit 1.5 NM Durchmesser auf einem analogen PPI-Display der ASDE 1-Anlage war eine Entfernungsauflösung (Display Range Resolution) von 10 ft und eine Auflösung im Azimut von 0,25° möglich. Sec.13.4, S. 579 ff
Viele ASDE-PSR-Sensoren und -Antennen werden weitestgehend baugleich auch als Schiffsradar oder als Hafenradar verkauft und verwendet. Neben der Bezeichnung „ASDE“ wurde von manchen Herstellern eine andere Bezeichnungen für ihre Produkte verwendet, z. B. ASMR (Airport Surface Movement Radar) oder ASMI (Airport Surface Movement Indicator).
Die Erfassung von Objekten (Flugzeuge und Fahrzeuge) auf der Oberfläche des Flughafens ist durch den Radarhorizont (engl. Radio Line Of Sight, RLOS) des verwendeten Radars begrenzt. Je nach Aufbau und Komplexität eines Flughafens sind daher zwei oder mehr Radare zur Erfassung aller, für die Kontrolle des Flughafenbereiches relevanten Bereiche, erforderlich.
Im Gegensatz zu anderen PSR-Flugsicherungsradaren die für Anflug und Streckenkontrolle (ASR und SRE-M) genutzt werden und die nur Luftfahrzeuge, die sich in der Luft befinden darstellen sollen, dienen ASDE zur Erfassung von allen Objekten auf der Flughafenoberfläche (engl. Foreign Object Detection, FOD), und nutzen daher weder MTI (Moving Target Indication) noch MTD (Moving Target Detection). Es werden daher im Gegensatz zu anderen, von der Flugsicherung genutzten PSR-Sensoren, sowohl bewegte als auch stationäre Ziele auf dem Radarschirm dargestellt.
Für eine gute Auflösung von Zielen erfordert dies bei gepulsten ASDE-PSR-Sensoren die Verwendung von kurzen Pulsen mit einer Pulsdauer zwischen 20 ns und 40 ns, was aber auch die Nutzung von hohen Frequenzen bzw. kurzen Wellenlängen erfordert, z. B. im Bereich von 24 GHz, 15 GHz oder 9 GHz.
Durch Nutzung kurzer Wellenlängen ergeben sich kompakte Größen der Antenne eines ASDE, was eine hohe Umdrehungsrate der Antenne ermöglicht. Umdrehungsraten der Antenne von 60 RPM (Rotations Per Minute, dt. Umdrehungen per Minute), dies entspricht einem Scan der PSR-Antenne über ein Ziel pro Sekunde sind üblich, erfordern aber auch eine hohe Pulswiederholrate (Pulse Repetition Frequency, PRF) des Senders und ermöglicht somit eine Zielerneuerungsrate (Update des Radarbilds) von 60 pro Sekunde.
Die Nutzung hoher Frequenzen (einige Gigahertz) bringt auch Nachteile mit sich. Die Signaldämpfung steigt mit zunehmender Frequenz und schlechterem Wetter an.
Aufgrund der guten Zielauflösung werden je nach Winkel zum Ziel nicht nur Details von Luftfahrzeugen sichtbar, z. B. Rumpf, Tragflächen oder auch Triebwerke, sondern z. B. bei 24 GHz auch Rasenflächen, die gut reflektieren oder Regentropfen die dann als Ziele dargestellt werden. Die Erfassungs-Reichweite eines ASDE liegt um die 2 NM. Der Aufbau erfolgt meistens in der Mitte neben einer Landebahn erhöht auf einem Flughafen-Tower.
Das ASDE 1 nutzte ein 24 GHz Magnetron zur Erzeugung von 20 ns kurzen Pulsen (entspricht 20 ft Range Resolution) und eine PRF von 14400 Hz bzw. 14.400 p/s (auch pps von en. Pulse Per Second, dt. Pulse pro Sekunde). Der Reflektor der ASDE-Antenne hatte die Abmessung von 12 ft × 4 ft, bei einer -3 dB-Breite des Antennendiagramms von 0,25° im Azimut und 1,0° in der Elevation und war in einem Radom mit 17 ft Durchmesser untergebracht. Der untere Teil des Antennendiagramms war zu einem invertierten cosecans²-Diagramm modifiziert worden, damit das Diagramm bis zu 25° unter der Horizontalen reichte, um die Mindestreichweite bei Montage auf einem 100 ft hohen Tower auf 200 ft reduzieren zu können. Die Nebenkeulen des Antennendiagramms waren um 17 dB unterdrückt. Es konnte wahlweise zwischen linearer Polarisation bei gutem Wetter und zirkularer Polarisation bei Regen zur Reduzierung von schlechtem Wetter, z. B. Rain-Clutter umgeschaltet werden. Das Magnetron des Senders erzeugte Puls-Spitzen-Leistungen zwischen 36 kW bis 50 kW. Es wurden ausschließlich Röhren in der ASDE-I verwendet.Sec.13.4, S. 579 ff
Das ASDE-2 arbeitete auch im 24 GHz und bestand bis auf das Magnetron mit einer Puls-Spitzen-Ausgangsleistung zwischen 36 und 50 kW zuerst auch aus Röhren. Die Entfernungsauflösung (engl. Range Resolution) lag bei 20 ft und die eine Azimut-Auflösung bei 0,383° in einer Entfernung von 4000 ft.
Da die Röhren beim ASDE-2 teilweise eine MTBF (Mean Time Between Failure) von 200 Stunden wurde das ASDE-3 als frequenz-agiles 15 GHz Primärradar für die optional Nutzung von zirkularer Polarisation, das bis auf die Senderöhre nur Solid-State-Bauteile enthält.
Spätere ASDE-Typen nutzen den Frequenzbereich um 15 GHz in den USA und oberhalb 9 GHz oder Pulsdauern von um die 40 ns. Es gibt zwar einzelne Patente die gezielte Verbesserungen oder Einzelaspekte betreffen, jedoch gibt es kein Patent das ASDE beschreibt, da es sich bei ASDE um eine Variante von PSR-Sensoren darstellt.